# Boarmia symmorpha
Boarmia symmorpha là một loài bướm đêm trong họ Geometridae.